# Bleptina erinusalis
Bleptina erinusalis là một loài bướm đêm trong họ Noctuidae.